# Rudolf Büttner
Rudolf Büttner (* 12. April 1900 in Dresden als Otto Bruno Rudolph Büttner; † 17. Juni 1972 in Prien am Chiemsee) war ein deutscher nationalsozialistischer Funktionär. Er war zunächst Gauwalter der NS-Volkswohlfahrt (NSV) in Sachsen, später Reichsbeauftragter des Hauptamtes für Volkswohlfahrt im Protektorat Böhmen und Mähren und ab 1940 für die NSV in Brüssel und Paris eingesetzt.

## Leben
Er war der Sohn des Musikers Emil Bruno Büttner. Nach dem Gymnasialbesuch in Dresden leistete Büttner Militärzeit als Einjährig-Freiwilliger und schlug danach eine kaufmännische Ausbildung ein. 1922 war er im Ausland im Industrie-Exportgeschäftig tätig. Spätestens 1929 kehrte er ins Inland zurück und war in einem Industrieunternehmen tätig. Büttner trat zum 1. Mai 1930 in die NSDAP ein (Mitgliedsnummer 236.621) und wurde für diese Partei 1933 in den Stadtrat von Dresden gewählt. Er übernahm in Dresden die Leitung des städtischen Wohlfahrtsamtes, des Amtes für Familienunterhalt sowie des Amtes für Kriegsbeschädigte und Kriegshinterbliebene. Im Juni 1933 wurde er zum Gaureferenten für das Wohlfahrtwesen und Landesleiter für die Nationalsozialistische Volkswohlfahrt e. V. in Sachsen ernannt. Die Dienststelle der Gauwaltung der NS-Volkswohlfahrt, der Rudolf Büttner noch 1939 als Gauwalter vorstand, hatte ihren Sitz in Dresden, Neustädter Markt 12. Das Gebäude fiel dem Bombenangriff auf Dresden am 13./14. Februar 1945 zum Opfer. Vor dem Münchener Abkommen bis zur Eingliederung des Sudetenlandes in das nationalsozialistische Deutsche Reich leitete er das Ernährungs- und Hilfswerk der NSV für geflüchtete Sudetendeutsche. Ab 1939 war er zum Oberbereichsleiter befördert Reichsbeauftragter des Hauptamtes für Volkswohlfahrt im Protektorat Böhmen und Mähren. Ab 1940 leitete er die NSV-Einsatzgruppe in Brüssel, war Einkaufsleiter der Beschaffungsstelle für die Flüchtbetreuung in den besetzten Gebieten und ging später nach Paris. Büttner war außerdem SA-Standartenführer.
Gegen Kriegsende 1945 nach Dresden zurückgekehrt, wurde er dort gefangen genommen und in Bautzen inhaftiert. Vermutlich wurde er nach Bayern entlassen. Er starb 1972 in Prien am Chiemsee.